# ロータス・エキシージ
エキシージ（Exige）は、イギリスの自動車メーカーであるロータス・カーズがかつて販売していたスポーツカーである。

## 概要
2000年～2001年にイギリスを中心として開催された、ロータス・エリーゼによるワンメイクレース用に開発されたスポーツエリーゼをベースとして、クーペとしたものである。スポーツエリーゼは完全なレースカーであり、市販はしないとコメントされていたが、ファンの熱烈なラブコールに応えるかたちとして、突然スポーツエリーゼの市販モデルであるエキシージ（MK-1）が2000年に発表された。公道走行のための法規に合致させるため、チンスポイラーの小型化や後部視界を得るために後部に変更を受けたが、スタイルはほぼスポーツエリーゼのそれであった。

## 初代（2000年 - 2002年）
エリーゼとの違いは、フロントとリアのトレッドを拡大し、タイヤはインチアップされ、カウルはクローズドボディ化されており、外見は通常のエリーゼよりもかなりアグレッシブに変わっており、スポーツエリーゼ（ワンメイク・レーシングカー）に近いルックスとなっている。
エンジンもK-シリーズのハイカム177HPにチューンされている。
このMK-1は、604台が限定の形で生産された。
なお、スポーツエリーゼ、エキシージ（MK-1）ともに、ロータスカーズとは別会社でかつてのF1チームであるロータス・スポーツによって別ラインで生産された。

## 2代目（2004年 - 2011年）
2001年にエリーゼのMK-2が発売されたことに伴い、2004年にエキシージもMK-2が発表された。しかし変化は外見的なものが中心で、トレッドやエンジンには特に手が入れられておらず、MK-1と比べるとスペシャル度には乏しい。
エリーゼ同様、MK-2からエンジンがトヨタ自動車製に変更されており、信頼性が向上している。
エキシージ S（2006-2007）
2006年2月、2ZZ-GEエンジンにスーパーチャージャーを搭載したエキシージ Sを発表。スーパーチャージャーの追加により最高出力163kW（221PS）/7,800rpm、最大トルク215N·m/5,500rpm（ただし2,000rpm超で、その80%を発生）となる。この仕様変更により、MK-2に変更された時に巻き起こった『重量増による動力性能の劣化』というマイナスファクターを一蹴するきっかけを得た。
エキシージSの基本動力性能は、車両重量935kgという超軽量車体に組み合わされ、0-100km/h加速に要するタイムは4.3秒、0-160km/h加速は9.98秒であり、最高速は160mph（≒256km/h）とアナウンスされている。この数値は、2005年当時の量産車としては世界最高レベルにある。
エキシージSの日本におけるデリバリーは2006年5月から開始された。

- エキシージ S 240（2008年-2011年）
- エキシージ S 260（2009年-2011年）
- エキシージ 265E（未発売）
- エキシージ スカラ/ステルス（2009年）
- エキシージS RGB スペシャル・エディション（2010年）- 2010年いっぱいで、2ZZ-GEが欧州の排ガス規制（ユーロ5）に対応できなくなったため、エキシージの販売は一旦終了する。
- エキシージ マットブラック スペシャル・エディション（2011年）- 北米市場向け25台限定車。
- エキシージ S 260 ファイナル ・エディション（2011年）- 北米市場向け30台限定車。

## 3代目（2012年 - 2021年）
2011年のフランクフルトモーターショーで、2012年モデルとして発表。
エンジンはエヴォーラ Sと同じトヨタ・2GR-FE V6 3.5LにHarrop製スーパーチャージャーを組み合わせたものとなった。V6エンジンを搭載するため、車体は従来型に比べて全長が25cm、全幅が5cm拡大されており、リア・サブフレームは新規に作り直されている。DPM（ダイナミック・パフォーマンス・マネジメント）スイッチにより、ドライバーはツーリング、スポーツ、DPMオフの3つのドライビングモードに切り替えることが可能である。
2015年モデルよりS V6が主にストリート向けの「Sport」へと名称変更、同時にV6 Cupがモータースポーツ向けの「Cup」になり、V6がモデル形式から消えると同時に、モデル形式の後ろの数字が英馬力を示すようになっている。
「Sport」モデルではハードトップの代わりにエリーゼのソフトトップを装着した「エキシージロードスター」も選択可能だった。元々エリーゼのシャーシをベースにしているため、クーペモデルも小改造でエリーゼの屋根を装着可能にすることは出来るが、車検的には違反となるために注意が必要である。またこのエキシージロードスターはオートマチックトランスミッション仕様も存在した。
2021年にSport390/420 Final EditionとCup430 Final Editionを発表し販売終了。後者のCup430 Final EditionはLCIによる正規輸入こそ無かったが、数台が個人による並行輸入で日本に上陸している。
バリエーション
- S V6（2012-2015）
- S V6ロードスター（2012-2015）
- V6Cup（2013-2016）
- V6Cup R（2013-2016）
- Sport350（2015-2019）
- Sport350ロードスター（2015-2021）
- Sport380（2016-2021）
- Sport410（2018-2021）
- CUP380（2016-2021）
- CUP430（2017-2021）- 当初日本輸入予定は無いとされていたが、限定10台で正式輸入された。なおイギリス本国ではカタログモデルだったため、限定数を証明するシリアルナンバーの類は刻印されていない。
- 360 Cup - 2015年8月発表。50台限定。後のグレードとは異なり、本車のみ英馬力の後ろにカップが付くのが正式名称である。

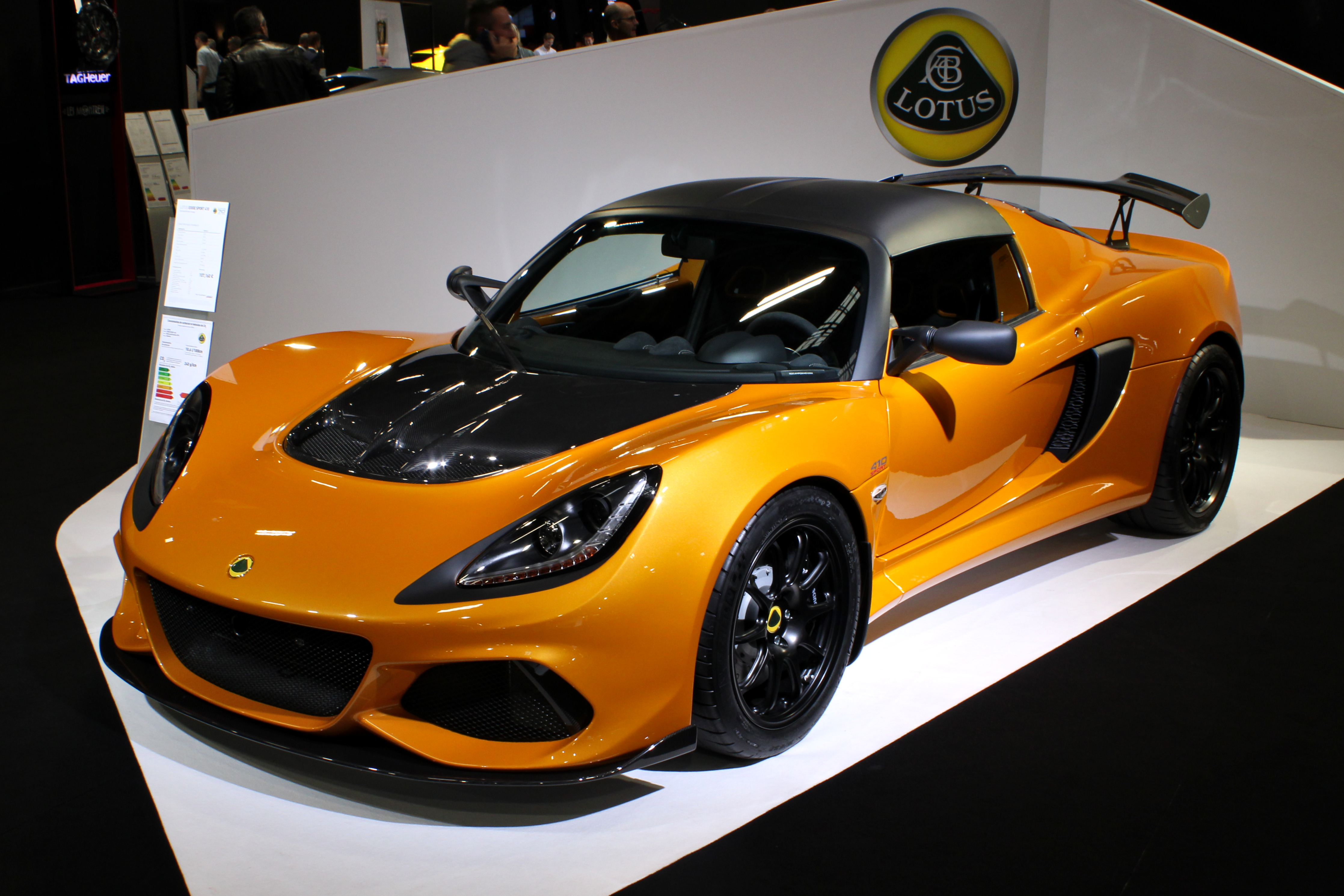
Exige Sport 410

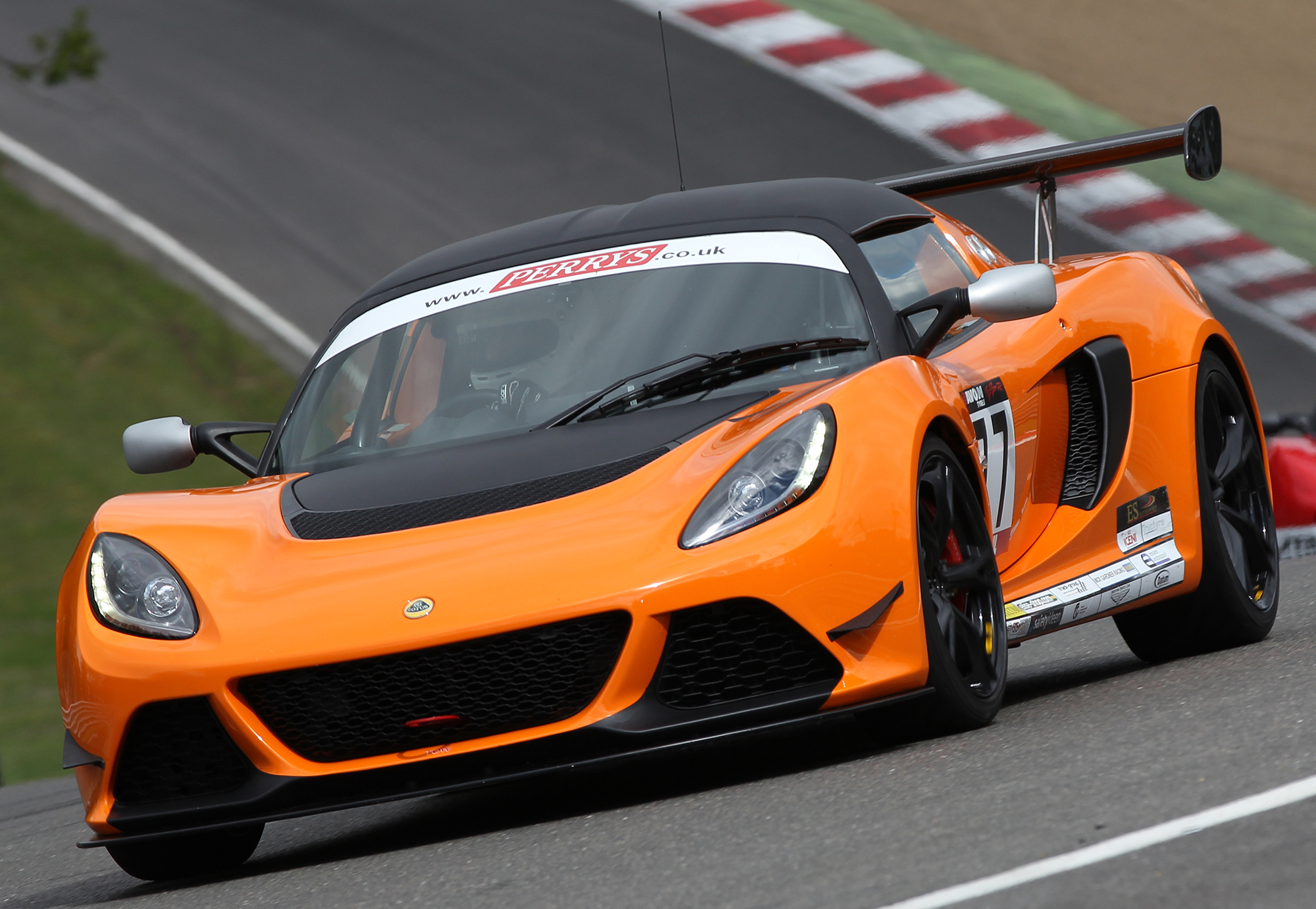
Exige V6 Cup-R